# Тайната вечеря на Седмаците
„Тайната вечеря на Седмаците“ е български игрален филм (драма) от 1957 година на режисьора Дако Даковски, по сценарий на Стоян Даскалов. Оператор е Емил Рашев. Музиката във филма е композирана от Боян Икономов.
Филмът е част от пропагандната кампания при започналата през 1956 година последна вълна на колективизацията.

## Сюжет
Всяко отделно семейство, членуващо в ТКЗС, има право на земя за лично ползване. Семейството на Седмаците живее задружно, но големият син Крум иска да се разделят фиктивно, за да получат повече земя. Тази практика получава масово разпространение в страната като средство за частично запазване на частните имоти след принудително проведената колективизация.
Въпреки нежеланието на родителите си Крум се отделя, но продължават да се хранят заедно. По-малкият брат Найден, който е влюбен в дъщерята на председателя на ТКЗС-то, не знае за станалото. Веднъж Седмаците забравят да заключат вратата и председателят Герас влиза и ги вижда да вечерят заедно. Измамата е разкрита... Председателят забранява на дъщеря си Янка да се среща с Найден. След съдбоносната вечеря Седмаците наистина се скарват. Найден напуска бащиния дом. Старият бай Санди и Крум признават вината си. Янка размисля и се връща при Найден. Двамата заминават заедно да учат в града...

## Актьорски състав
| Изпълнител                             | Роля                                                      |
| -------------------------------------- | --------------------------------------------------------- |
| Иван Братанов                          | Крум, Крум Седмашки, брат на Найден, син на Санди и Цена  |
| Николай Дойчев                         | бай Санди, Александър, баща на Крум и Найден, мъж на Цена |
| Димитър Буйнозов                       | Найден Седмашки, брат на Крум, син на Санди и Цена        |
| Мария Шопова                           | баба Цена, майка на Крум и Найден, съпруга на Санди       |
| Симеон Йотов                           | Герас, председателя на ТКЗС-то                            |
| Илиана Димитрова                       | Янка, дъщерята на Герас, председателя на ТКЗС-то          |
| Владимир Русинов                       | Статко, дърводелчето, секретар на председателя на ТКЗС-то |
| Мина Влахова                           | Велка                                                     |
| Донка Чакова                           | Йошка, жената на Крум                                     |
| Гергана Дакова                         | момиченцето (дете), дъщерята на Крум и Йошка              |
| Бистра Бодурова                        | Иринка                                                    |
| Пенчо Петров                           | Цоло „Дългия“                                             |
| Дуня Тагарова                          | Драгана, жената на Цоло                                   |
| Ганчо Ганчев                           | поп Иван                                                  |
| з.а. Стефан Гъдуларов                  | кадровик                                                  |
| Стоил Попов                            | Коцо, от стопанството                                     |
| Кирил Бозев                            | Юсеин                                                     |
| В епизодите:                           |                                                           |
| Никола Дадов (като Н. Дадов)           | бай Генчо, овчар                                          |
| Щилян Кунев (като Щ. Кунев)            |                                                           |
| З. Тодорова                            |                                                           |
| Лили Райнова (като Л. Райнова)         |                                                           |
| В. Стойчев                             |                                                           |
| А. Стойков                             |                                                           |
| И. Запрянов                            |                                                           |
| Моше Дворецки (не посочен в надписите) |                                                           |

- селяни и селянки от луковитска и тетевенска околия и др.